# Гатвик
Аэропорт Га́твик (произносится также Гэтвик, правильнее Гэ́туик; англ. Gatwick Airport; ИАТА: LGW, ИКАО: EGKK) — второй по размеру аэропорт Лондона и второй по загруженности аэропорт Великобритании после Хитроу. Находится в Кроли, Западный Сассекс (первоначально Чарлвуд, Суррей)  в 46 км к югу от Лондона и 40 км к северу от Брайтона.
Обслуживает около двухсот направлений, ежегодно услугами аэропорта пользуются 34 млн пассажиров, совершается 263 363 взлётов и посадок в 2006 г. 
Чартерные авиакомпании не обслуживаются в Хитроу, поэтому Гатвик используется как их базовый аэропорт в Лондоне и юго-восточной Англии.
Аэропорт является базовым для British Airways, EasyJet и Virgin Atlantic.
Последние 30 лет аэропорт используется авиакомпаниями, летающими между США и Великобританией в связи с ограничениями аэропорта по межправительственному соглашению между США и Великобританией.

## История
Название «Гэ́туик» (Gatwick) впервые упоминается в 1241 г., это было название имения на месте сегодняшнего аэропорта до конца XIX века. Происходит от англо-саксонских слов gāt (козёл) и wīc (ферма), то есть «козья ферма».
В 1841 году вблизи имения была проложена железная дорога Лондон — Брайтон, вследствие чего была построена железнодорожная станция с загонами для лошадей. В 1890 году ферма была продана, и на её месте был организован ипподром; во время Первой мировой войны ипподром принимал скачки Grand National.

### 1920—1945
В 1920-х участок земли рядом с ипподромом (ферма Hunts Green) стал использоваться как аэродром и в августе 1930 была получена лицензия. В 1930 был создан Суррейский аэроклуб первым зданием аэроклуба стал старый дом фермера Hunts Green.
В 1932 аэродром выкупила компания Redwing Aircraft Company, и стала использовать его для обучения пилотов. Аэродром использовался также как аттракцион для наблюдения за скачками с летательных аппаратов. В 1933 был продан инвестору, у которого был проект строительства и развития аэропорта. Министерство Авиации одобрило использование Гатвика для коммерческих рейсов в следующем году и в 1936 уже осуществлялись регулярные рейсы на континент. Круглый терминал, который назвали «The Beehive» («Улей»), было построено одновременно с подземной железнодорожной веткой к станции Гатвик, и теперь пассажиры могли путешествовать от Вокзала Виктория к самолёту без пересадок. Две катастрофы в 1936 поставили под вопрос безопасность аэропорта. Более того, в аэропорту были часты туманы и затопления. Новая подземная железная дорога регулярно затапливалась сильными дождями. Эти обстоятельства, а также потребность в более длинной взлётно-посадочной полосе вынудили British Airways Ltd. переехать в аэропорт Кройдон в 1937. Гатвик остался по-прежнему аэродромом для частных полётов и подписал договор с ВВС Великобритании на создание школы военных лётчиков. Кроме того, в аэропорту появились компании, занимающиеся ремонтом самолётов.
Аэропорт Гатвик был реквизирован ВВС Великобритании в 1939 и стал использоваться как ремонтная база ВВС. Несмотря на то, что ночные истребители и армейское подразделение поддержки, а также позднее истребители базировались в Гатвике, основным его предназначением было осуществление технического обслуживания и ремонта.

### 1945—1970
После войны военные продолжали использовать аэропорт, однако флот военных самолётов был уже избыточен и их стали фрахтовать частные чартерные компании, выполняя полёты из Гатвика. Изначально большая часть коммерческих рейсов была грузовыми, хотя аэропорт по прежнему страдал от плохой дренажной системы и использовался мало. В ноябре 1948 владельцы аэропорта заявили требования возврата аэропорта, и в ноябре 1949 аэропорт вернулся к частным собственникам.
Вторым аэропортом Лондона стал аэропорт Станстед, и будущее Гатвика стало туманным. Несмотря на протесты местных властей, в 1950 Кабинет министров решил, что Гатвик должен развиваться как альтернатива Хитроу. О планах развития правительство объявило в июле 1952, и аэропорт был закрыт на глобальную дорогостоящую реконструкцию (7,8 млн ф. ст.) с 1956 по 1958. 9 июня 1958 Елизавета II официально открыла аэропорт, прилетев в него на De Havilland Heron.
Главный пирс того, что называется сегодня Южным Терминалом, был построен во время реконструкции 1956-58. В 1962 было достроено два дополнительных пирса.
Обновлённый Гатвик стал первым аэропортом в мире с прямым железнодорожным сообщением, и одним из первых в котором использовался терминал с полностью закрытыми пирсами, которые позволили пассажирам максимально близко подходить к месту посадки под крышей. Телетрапы появились после перестройки пирсов в конце 1970-х — начале 1980-х.
British European Airways начали свои рейсы из Гатвика, а BEA Helicopters открыли базу в аэропорту. British West Indian Airways (BWIA) и Sudan Airways были первыми иностранными компаниями, которые открыли прямое сообщение с регулярным расписанием из Гатвика.
С конца 1950-х постоянно растущее количество британских частных авиакомпаний начали обосновываться в Гатвике. Первой из них были Morton Air Services, которые перенесли все свои операции в Гатвик после закрытия аэропорта Кройдон. За ними последовали Airwork, Hunting-Clan и Transair. В июле 1960 эти авиакомпании объединились в British United Airways (BUA). В течение 1960-х годов BUA была крупнейшей в Великобритании независимой авиакомпанией. В это время она была и крупнейшим клиентом аэропорта Гатвик. К концу десятилетия она также стала крупнейшим оператором в аэропорту, обслуживающим регулярные рейсы, длина её маршрутов достигала 71000 км, рейсы осуществлялись на три континента, Европу, Африку и Южную Америку. Эти рейсы обслуживались наиболее современными на тот момент самолётами BAC One-Eleven и Vickers VC-10.

### С 1970 до настоящего времени
В конце ноября 1970 BUA были приобретены шотландской чартерной авиакомпанией Caledonian Airways. Новая компания получила первоначально название Caledonian/BUA. В сентябре 1971 оно было изменено на British Caledonian. Рейсы BUA позволили Caledonian стать крупной регулярной авиакомпанией. В дополнение к маршрутам, унаследованным от BUA, были запущены новые регулярные рейсы в Европу, Северную и Западную Африку, Северную Америку, а также Средний и Дальний Восток в 1970-е и 1980-е годы. В их число вошли первое регулярное сообщение, обслуживаемое полностью частной авиакомпанией из Великобритании между Лондоном и Парижем, открытое в ноябре 1971, а также первые регулярные трансатлантические маршруты, обслуживаемое полностью частной британской авиакомпанией в Нью-Йорк и Лос-Анджелес, открытые в апреле 1973. и в Гонконг (через Дубай) в августе 1980.
В ноябре 1972 Laker Airways стали первым оператором широкофюзеляжных самолётов в Гатвике после приобретения двух McDonnell-Douglas DC-10. Флот DC-10 Laker Airways постоянно увеличивался в 1970-е и в начале 1980-х, достигнув парка в 30 самолётов. Это позволило запустить первые ежедневные дальнемагистральные рейсы из Гатвика по низким ценам между аэропортом Гатвик и аэропортом Нью-Йорка с 1 сентября, 1977.
British Caledonian был также крупным оператором DC-10-30 в Гатвике, приобретя первые два самолёта этой серии в марте и мае 1977. В конечном счёте авиакомпания стала использовать небольшой флот из Boeing 747-200, приобретя первый такой самолет в 1982.
Dan-Air и Air Europe были также независимыми британскими авиакомпаниями, играющими важную роль в Гатвике в 1970-е, 1980-е и начале 1990-х, они оказали огромное влияние на развитие аэропорта и его маршрутной сети.
В связи с ростом потока пассажиров к терминалу был пристроен круглый пирс-сателлит в 1983, соединённый с главным терминалом по первой в Великобритании автоматической системой доставки пассажиров (сегодня выведена из эксплуатации). Тем не менее, была необходимость в обеспечении ещё большей пропускной способности. Строительство Северного Терминала началось в 1983: это был крупнейший строительный проект южнее Лондона в 1980-е. Терминал был открыт Елизаветой II в 1988 и был расширен в 1991. Он соединился с Южным Терминалом метрополитеном. Крупнейшее расширение зала вылета Северного Терминала было завершено в 2001, а в 2005 был открыт новый дополнительный пирс (Пирс 6) стоимостью 110 млн ф. ст., в результате чего дополнительно появилось 11 стоянок самолётов у пирса. С главным зданием терминала он связан крупнейшим в мире пассажирским мостом, который построен над рулёжной дорожкой аэропорта, давая возможность вылетающим и прибывающим пассажирам любоваться видами аэропорта и парковкой самолётов.
В 2000 было закончено расширение Южного Терминала, и в 2005 были также модернизированы багажные стойки, увеличив пропускную способность вдвое. В последние годы Южный Терминал используется по большей части low cost авиакомпаниями, так как многие из регулярных компаний переехали в более новый Северный Терминал.
С конца 2007 British Airways и easyJet в Гатвике являются крупнейшими обслуживающимися авиакомпаниями, занимая соответственно 25 % и 17 % слотов. Планируется, что доля последнего в Гатвике вырастет до 24 % в результате предполагаемой покупки авиакомпании GB Airways, которая использует 7 % слотов аэропорта. Планируемое приобретение GB Airways явилось результатом того, что easyJet стали крупнейшим ближнемагистральным оператором Гатвика, перевозя 29 % всех ближнемагистральных пассажиров (для сравнения: British Airways — 23 %).

## Инфраструктура

### Терминалы
В аэропорту Гатвик функционирует два терминала, Северный и Южный. Терминалы соединены лёгким двухпутным метро, которое обслуживает автоматические вагоны, расстояние между станциями 1,2 км. Проезд бесплатный, время пути — одна минута пятьдесят шесть секунд. В пиковое время интервал между отправлениями 3 минуты (используется два состава), в остальное время — 6 минут (используется один состав).
Главным оператором Северного Терминала является авиакомпания British Airways и другие авиакомпании альянса Oneworld.
Оба терминала в Гатвике предлагают широкий спектр сервиса для пассажиров, в том числе большое количество магазинов и ресторанов. Все зоны аэропорта оборудованы для пассажиров-инвалидов. Есть комнаты матери и ребёнка, игровые площадки, игровые автоматы.
Для бизнесменов оборудовано несколько залов, в которых они могут решать рабочие проблемы. Также функционируют конференц-зал и бизнес-центр с комнатами для переговоров. Бизнесменам также предлагается услуга Fast Track, которая предполагает парковку и быструю сдачу багажа с последующим обслуживанием в бизнес-центре.
В аэропорту и окрестностях расположено много гостиниц, различных по уровню: от эксклюзивных апартаментов до капсуль-отеля.
В аэропорту есть священники англиканской, католической и шотландской церквей. В каждом терминале есть молитвенная комната и комната для исповеди. Ежедневно проводятся службы.

### Аэродромный комплекс
В Гатвике две взлётно-посадочные полосы, однако северная 08L/26R обычно не используется, она задействуется только когда основная полоса 08R/26L временно закрывается по технической необходимости или вследствие авиапроисшествия. Одновременно взлётно-посадочные полосы использоваться не могут из-за слишком близкого расстояния между ними. Может потребоваться до 15 минут для смены использования одной полосы на другую.
Северная полоса 08L/26R не имеет оборудования курсо-глиссадной системы и самолёт должен использовать всенаправленный дальномерный радиомаяк в комбинации с приводными радиостанциями, и не может приземлиться без помощи диспетчера в сложных метеоусловиях.
Ночные рейсы в Гатвике ограничены. Между 23.00 и 7.00 (ночной период) самые шумные самолёты (определённые как QC/8 и QC/16) вообще не должны взлетать или садиться. Кроме того, между 23.30 и 6.00 (период ночных ограничений) действует три ограничения:
- Общий лимит числа разрешённых полётов;
- Quota Count system, которая ограничивает уровень допустимого шума, и позволяет операторам использовать большее количество взлётов-посадок при использовании менее шумных самолётов;[11]
- Самолёты шумности QC/4 не могут использоваться ночью.

## Планы развития
В 1979 было достигнуто соглашение с местными властями о том, что аэропорт не будет расширяться до 2019, и недавние предложения постройки второй взлетно-посадочной полосы, подходящий для больших реактивных самолетов в Гатвике привели к протестам в связи с ожидаемым увеличением шума и загрязнения окружающей среды, а также разрушениям домов и деревень. В связи с этим правительство приняло решение расширить аэропорты Станстед и Хитроу, но не расширять Гатвик. Владелец Гатвика BAA опубликовало новые предложения развития, которые включают возможное строительство второй взлетно-посадочной полосы к югу от аэропорта, но при этом реконструкция не коснётся деревень Charlwood и Hookwood к северу от аэропорта.
Недавно в окрестностях Гатвика нашли месторождение, оцениваемое в 100 млрд бар. нефти. Причём, добываться она будет крайне легко(залежи на глубине 700—900 метров), поэтому в ближайшее время, по мнению экспертов, будущее аэропорта будет связано с демонтажем и постройкой горизонтально-добывающих нефтяных вышек.

## Авиакомпании и направления
Из международного аэропорта Гатвика выполняются следующие рейсы
Примечания
1. ↑  С 25 января 2017 года рейсы авиакомпании «British Airways» будут осуществляться из Южного терминала.[13]
2. ↑  С 24 января 2017 года все рейсы авиакомпании «easyJet» будут осуществляться из Северного терминала.[13]
3. 1 2  Рейсы Гатвик — Багдад и Гатвик — Сулеймания авикомпании «Iraqi Airways» делает остановку в Мальмё. Однако авиакомпания не имеет права осуществлять прямую перевозку пассажиров между Гатвиком и Мальмё.
4. ↑  С 25 января 2017 года рейсы авиакомпании «Virgin Atlantic» будут осуществляться из Северного терминала.[13]

## Транспортное сообщение
Аэропорт расположен в 14 км от автострады M23, которая соединяет с Лондоном с кольцевой автострадой M25. Через Гатвик также проходит дорога Лондон-Брайтон (A23) и дорога A217.
Перед аэропортом Гатвик стоит задача довести уровень пассажиров, пользующихся общественным транспортом до 40 % к тому времени, когда пассажирооборот аэропорта достигнет 40 млн пассажиров в год (предполагается, что это произойдёт в 2015), в 2006 этот показатель составлял 35,3 %. 
Железнодорожная станция аэропорта находится рядом с Южным Терминалом, она обеспечивает быстрое и частое железнодорожное сообщение по Brighton Main Line к лондонским вокзалам Виктория и Лондонский Мост, а также на юг, в Брайтон. Gatwick Express следует к вокзалу Виктория, это наиболее популярное направление, однако некоторые другие операторы, включая Southern, First Capital Connect, Virgin Trains и First Great Western Link, также следуют на вокзал Виктория. First Capital Connect предлагает прямые рейсы в аэропорт Лутон, и непритязательные пассажиры с лёгким багажом могут попасть в аэропорт Хитроу автобусом (X26 Express Bus) с автобусной остановки рядом со станцией Восточный Кройдон.
National Express обеспечивает перевозку пассажиров между аэропортами Гатвик, Хитроу и Станстед, а также с населёнными пунктами в окрестностях Лондона. Кроме того, существует обширная сеть автобусных маршрутов других операторов.
В аэропорту есть несколько долго- и кратковременных автостоянок, и в зоне аэропорта и рядом с ним, однако они часто переполнены в летние месяцы.

## Авиакатастрофы и происшествия
- 17 февраля 1959 — Vickers Viscount авиакомпании Turkish Airlines потерпел крушение недалеко от Хорли при заходе на посадку в Гатвик. Самолёт задел деревья и упал на дом. 14 человек из 22, находившихся на борту, погибли. Среди выживших были премьер-министр Турции Аднан Мендерес и генеральный секретарь министерства иностранных дел Мелих Эсенбель[14].
- 5 января 1969 — Boeing 727-113C, выполняющий рейс 701 Ariana Afghan Airlines из Франкфурта-на-Майне врезался в здание при попытке приземления в условиях плохой видимости. 50 из 66 человек на борту и два человека на земле погибли.